# Claussenomyces dacrymycetoideus
Claussenomyces dacrymycetoideus är en svampart som beskrevs av Ouell. & Korf 1979. Claussenomyces dacrymycetoideus ingår i släktet Claussenomyces och familjen Helotiaceae.  Arten är reproducerande i Sverige. Inga underarter finns listade i Catalogue of Life.